# 山中駅
山中駅(やまなかえき）は、石川県江沼郡山中町本町（現・加賀市山中温泉本町）に存在した北陸鉄道山中線の駅である。1971年（昭和46年）、同線の廃線に伴い廃駅となった。

## 概要
山中温泉の温泉街の入口に位置していた。

## 歴史
- 1899年（明治32年）10月8日：山中馬車鉄道の駅として開業。
- 1913年（大正2年）11月16日：温泉電軌に譲渡。
- 1931年（昭和6年）5月7日：山中大火により駅舎を焼失。
- 1943年（昭和18年）10月13日：会社合併により北陸鉄道成立。同社の駅となる。
- 1957年（昭和32年）7月7日：駅窓口で国鉄急行券の販売を開始。
- 1971年（昭和46年）7月11日：山中線廃止により廃駅。

## 駅構造
初代の駅舎は1931年（昭和6年）に火災で焼失しており、再建された2代目の駅舎は入母屋造りの木造で、単式ホーム1面1線と側線3本を有し、貨物上屋も設けられていたが、廃止時にはホームに面した1線だけが残されていた。

## 廃止後
加南線廃止後も駅舎はそのまま残され、バス待合所として利用されていたが、1977年（昭和52年）に山中バスターミナルとして新築された。土産物店や喫茶コーナーも備えたターミナルだったが、その後に取り壊されて待合所と切符売り場のみの小規模な建物とされ、敷地の大半は売却されてスーパーマーケットが出店している。

## 隣の駅
北陸鉄道
山中線
山中駅 - 新塚谷駅